# Drosophila insulin-like Peptides
Drosophila insulin-like Peptides (englisch; kurz: DILPs) sind eine Klasse von Insektenhormonen, die bei Invertebraten unter anderem der Steuerung des Blutzuckers dienen. Diese aus zwei Peptidketten bestehenden Hormone ähneln dem Insulin der Wirbeltiere. Darüber hinaus besetzen sie einen Rezeptor (dInR), der dem Insulinrezeptor höherer Wirbeltiere nahezu gleicht.
Bei Fruchtfliegen der Art Drosophila melanogaster wurden sieben DILP-kodierende Gene gefunden, der Fadenwurm Caenorhabditis elegans besitzt 38.
DILPs werden von kleinen Zellgruppen im Gehirn der Insekten gebildet. Sie senken unter anderem den Blutzucker Trehalose. Experimentelle Zerstörung dieser Zellgruppen führt bei den Tieren zu Entwicklungsverzögerung, Kleinwuchs und Diabetes mellitus, aber auch zur Verlängerung der Lebensdauer.